# Anna Golubkina
Anna Semënovna Golubkina (in russo Анна Семёновна Голубкина?; Zarajsk, 28 gennaio 1864 – Mosca, 7 settembre 1927) è stata una scultrice sovietica.
A lei è intitolato l'omonimo cratere su Venere.

## Biografia
Nacque in una famiglia di umili origini. Suo nonno Polikarp Sidorovič Golubkin era un servo che aveva acquisito la libertà, mentre suo padre era un contadino che morì prematuramente. Pur non avendo frequentato alcuna scuola fino all'età di 25 anni, studiò da autodidatta presso la biblioteca di un mercante locale. Il suo interesse per la scultura e la pittura la spinsero a recarsi a Mosca inizialmente per imparare a dipingere i piatti di porcellana.
Nel 1889 fu ammessa ai corsi di arte di Otto Gunst, e l'anno successivo si iscrisse alla Scuola di pittura, scultura e architettura di Mosca, dove studiò dal 1890 al 1894 sotto la guida di Sergej Ivanov.
Dal 1894 al 1895 studiò all'Accademia russa di belle arti di San Pietroburgo nello studio del noto scultore Vladimir Aleksandrovič Beklemišev. Dal 1895 al 1897 studiò invece all'Académie Colarossi di Parigi, per poi tornare brevemente in Russia. In seguito divenne assistente di Auguste Rodin sostituendo Camille Claudel.
Nel 1901 tornò a Mosca. Il suo bassorilievo L'onda installato sulla facciata del Teatro d'arte di Mosca sancì la sua maturità artistica. Partecipò alla rivoluzione russa del 1905, fu arrestata e condannata a un anno di carcere per aver distribuito volantini e fu liberata per le sue pessime condizioni di salute. Produsse inoltre una serie di ritratti scultorei, tra cui quelli di Andrej Belyj, Aleksej Michajlovič Remizov, Lev Tolstoj e Karl Marx. Partecipò con entusiasmo alla rivoluzione d'ottobre del 1917, e in seguito accettò di insegnare al Vchutemas.
Morì malata nel 1927. Il suo studio a Mosca fu ereditato da sua nipote, la quale contribuì a renderlo un museo.